# Yōzō Aoki
Yōzō Aoki (jap. 青木 要三, Aoki Yōzō; * 10. April 1929; † 23. April 2014) war ein japanischer Fußballspieler.

## Nationalmannschaft
1955 debütierte Aoki für die japanische Fußballnationalmannschaft.